# Andrea Boscolo
Andrea Boscolo (Lido di Venezia, 19 luglio 1974) è un ex calciatore italiano, di ruolo centrocampista.

## Carriera
Cresciuto nelle giovanili di Venezia e Padova assieme ad Alessandro Del Piero, Ivone De Franceschi, Luigi Sartor, Gianluca Zattarin, con Maurizio Viscidi come allenatore viene aggregato alla prima squadra senza però debuttare in campionato. Nel 1994 passa al Treviso dove in quattro anni ottiene tre promozioni passando dalla Serie D alla Serie B. Viene ceduto poi, prima alla Ternana poi alla SPAL, prima di accasarsi alla Lucchese. Nel 2000 approda alla Triestina dove anche qui ottiene due promozioni passando dalla Serie C2 alla Serie B. Sempre nella serie cadetta gioca anche con l'Arezzo. Passa due stagioni in Serie C2 con Reggiana e Pro Vercelli prima di scendere di categoria in Serie D con Montebelluna, Chioggia Sottomarina, Casale e Sandonà 1922. Nel 2010 passa alla Miranese, allora militante in Eccellenza, da cui si svincola nel dicembre 2011. Ha giocato anche con le maglie di Treviso, Ternana, Triestina e Arezzo.

## Palmarès
- Campionato Nazionale Dilettanti: 1

Treviso: 1994-1995 (girone D)
- Campionato italiano Serie C2: 1

Treviso: 1995-1996 (girone B)
- Campionato italiano Serie C1: 1

Treviso: 1996-1997 (girone A)
- Coppa Italia Serie C: 1

SPAL: 1998-1999